# Керинеја (округ)
Керинеја округ или Киренија округ (грч. Κερύνεια, тур. Girne) је званична подручна јединица првог реда у оквиру Кипра. Званично седиште округа је истоимени град Керинеја. То је једини округ у држави, који је у потпуности под окупацијом турских снага.

## Положај и границе
Округ Керинеја се налази у северном делу државе Кипар и дели границе са:
- на истоку - округ Ларнака,
- на југу - округ Никозија.

## Природни услови
Дати округ Керинеја обухвата север острва Кипар, са дугом обалом ка Средоземном мору на северу и западу. Приморје је уско и често са стрмим литицама. На југу округа се издижу Керинејске планине.

## Историја
Керинеја округ постоји у данашњим границама од времена британске управе над острвом, а као такав наследила га је и задржала млада кипарска држава у првим годинама постојања. Године 1974. турска војска је заузела округ у целости. Званична управа округа се данас налази у „избеглиштву“, са седиштем у јужном делу Никозије.

## Становништво и насеља
Традиционално становништво округа су били су већински православни Грци и мањински муслимански Турци. Као посебност постојала је и мања заједница хришћанских Арапа-Маронита у неколико села на западу округа. Традиционално, турско становништво је било бројније у планинском делу округа, у подручју Керинејских планина. Међутим, са поделом Кипра Грци и Маронити су пребегли на југ државе, док су се на место њих насељени Турци из Мале Азије.
Највеће насеље и званично седиште округа је град Керинеја (19.000 ст., под окупацијом), у средишњем делу округа. Друга насеља су без већег значаја.